# Horizons (musikalbum)
Horizons är det andra albumet skrivet av metalcore-bandet Parkway Drive. Det släpptes i oktober 2007 på Epitaph Records. Albumet debuterade på sjätteplats på den australienska försäljningslistan och höll sig kvar på listan i tre veckor. Albumet producerades av Adam Dutkiewicz och spelades in på Zing Studios i Massachusetts, USA.

## Låtlista
1. "Begin" - 0:49
2. "The Sirens' Song" - 3:09
3. "Feed Them to the Pigs" - 2:33
4. "Carrion" - 3:10
5. "Five Months" - 4:04
6. "Boneyards" - 3:14
7. "Idols and Anchors" - 3:50
8. "Moments in Oblivion" - 1:44
9. "Breaking Point" - 3:37
10. "Dead Man's Chest" - 3:22
11. "Frostbite" - 3:32
12. "Horizons" - 5:35